# Jorge Martín

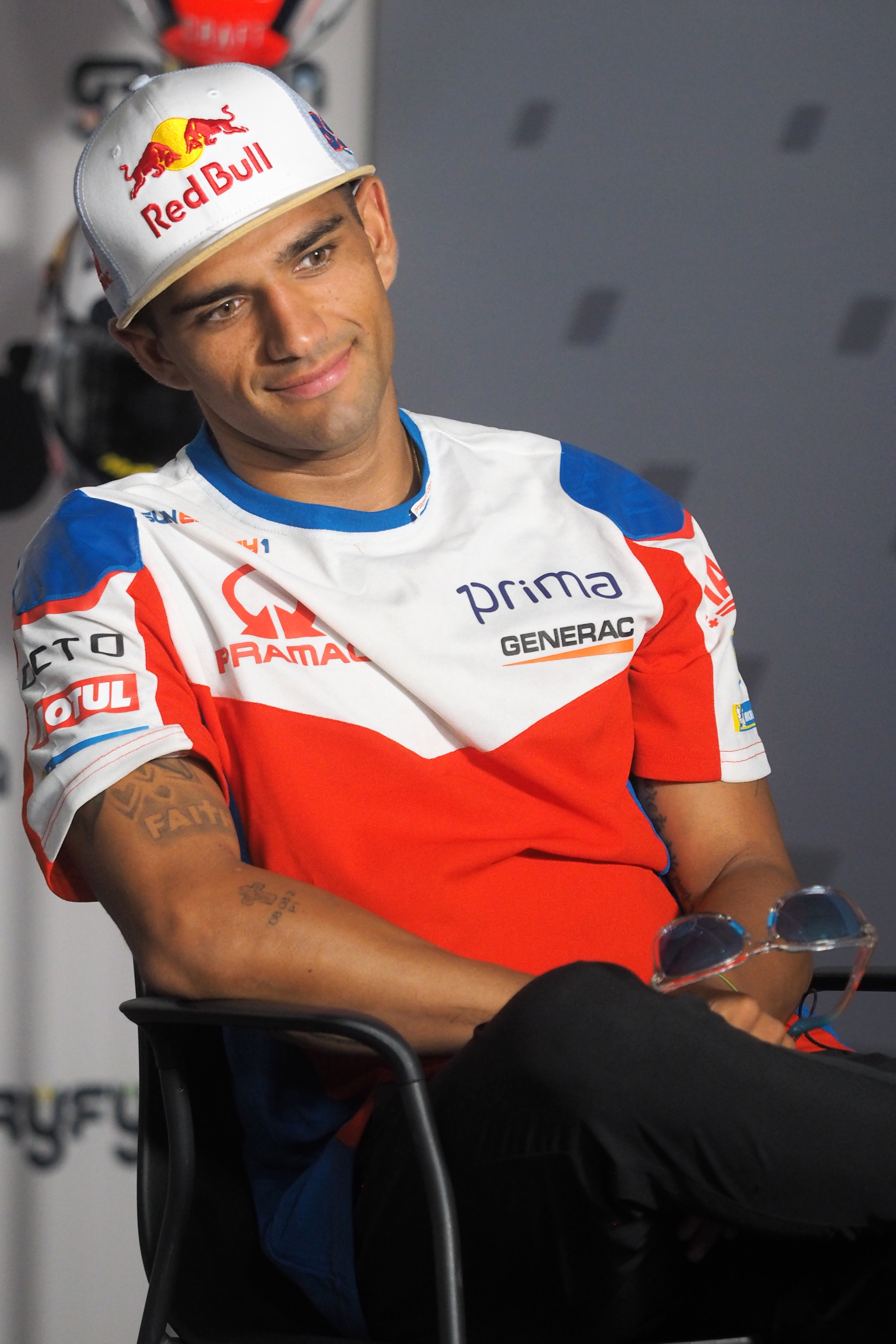
Jorge Martín 2022.

Jorge Martín, född 29 januari 1998 i Madrid, är en spansk roadracingförare. Han blev världsmästare i Moto3-klassen i Grand Prix Roadracing säsongen 2018 och världsmästare i MotoGP-klassen säsongen 2024. Martín kör sedan 2021 i MotoGP-klassen. Han har startnummer 89 på motorcykeln.

## Tävlingskarriär
Säsongen 2012 gjorde Martín debut i Red Bull Rookies Cup. Han kom tvåa där 2013 och vann cupen 2014. Det gav honom ett kontrakt att köra VM i Moto3 för Mahindra och Team Aspar. Han kom på 17:e plats debutåret i VM. Martín fortsatte hos Aspar 2016. Första pallplatsen kom när han blev tvåa under ett regnigt tjeckiskt GP. Han kom på 16:e plats i VM 2016. Roadracing-VM 2017 flyttade Martín till Gresini Racing och Honda. Han var den klart bäste på att kvala med nio pole position av 18 möjliga. Det blev också nio pallplatser trots att han missade två race på grund av skada. Martíns första Grand Prix-seger lät dock vänta på sig till säsongens sista deltävling, Valencias Grand Prix. Han tog därmed också en fjärdeplats totalt i VM. Martín fortsatte hos Gresini säsongen 2018 och tillhörde favoriterna till VM-titeln. Han infriade förväntningarna trots skadeproblem och säkrade världsmästerskapet med segern i säsongens näst sista Grand prix, det i Malaysia, samtidigt som huvudkonkurrenten Marco Bezzecchi kom sexa.
Roadracing-VM 2019 steg Martín upp i Moto2-klassen där han körde för Red Bull KTM Ajo på en KTM. han tog två pallplatser i slutet av säsongen och blev elva i VM. Han stannade hos Ajo Roadracing-VM 2020, men stallet hade bytt motorcykel till Kalex enär KTM lagt ner sin Moto2-satsning. Martín började den avkortade säsongen rätt bra och efter att ha vunnit Österrikes Grand Prix och kommit tvåa i Stiermakrs Grand prix låg han trea i VM. Endast 11 poäng eftr ledaren Luca Marini. Men Martín missade två tävlingar efter att ha smittats av Covid 19. Han var rätt blek efter återkomsten. Mot slutet av säsongen blev resultaten bättre igen och han vann Valencias GP och blev femma i VM.
Säsongen 2021 klev Martín upp i den tyngsta klassen MotoGP där han körde en Ducati för Pramac Racing. Redan i sitt andra Grand Prix, Dohas GP på Losailbanan tog han pole position och ledde sedan länge racet innan han blev omkörd och slutade trea. Martín skadade sig på träningen till Portugals Grand Prix och missade fyra tävlingar. Martín tog sin första MotoGP-seger i Steiermarks Grand Prix 8 augusti 2021 på Red Bull Ring. Han slutade på nionde plats i VM och blev bäste nykomling (Rookie of the year).
Säsongen 2022 fortsatte Martín hos Pramac Racing. Han tog många pole position men resultaten i tävlingarna imponerade inte och Martín slutade åter på nionde plats i VM-tabellen. Martín hade hoppats på en plats i Ducatis fabriksteam till säsongen 2023. Den platsen togs dock av Enea Bastiannini. Martin fortsatte hos Pramac Racing, men med samma motorcykelmaterial som fabriksteamet. Han utmanade världsmästaren Pecco Bagnaia om VM-titeln och med nio sprintsegrar och fyra Grand Prix-segrar pressade han Bagnaia ända till årets sista deltävling, men slutade tvåa.

### VM-säsonger
| Säsong | Klass  | VM- plac. | Poäng | 1/2/3- plac. | Starter | Motorcykel | Team                            | Startnr |
| ------ | ------ | --------- | ----- | ------------ | ------- | ---------- | ------------------------------- | ------- |
| 2015   | Moto3  | 17        | 45    | - / - / -    | 18      | Mahindra   | Mapfre Team Mahindra            | 88      |
| 2016   | Moto3  | 16        | 72    | - / 1 / -    | 16      | Honda      | Pull & Bear Aspar Mahindra Team | 88      |
| 2017   | Moto3  | 4         | 196   | 1 / 2 / 6    | 18      | Honda      | Del Conca Gresini Moto3         | 88      |
| 2018   | Moto3  | 1         | 260   | 7 / 2 / 1    | 17      | Honda      | Del Conca Gresini Moto3         | 88      |
| 2019   | Moto2  | 11        | 94    | - / 1 / 1    | 18      | KTK        | Red Bull KTM Ajo                | 88      |
| 2020   | Moto2  | 5         | 160   | 2 / 2 / 2    | 13      | Kalex      | Red Bull KTM Ajo                | 88      |
| 2021   | MotoGP | 9         | 111   | 1 / 1 / 2    | 14      | Ducati     | Pramac Racing                   | 89      |
| 2022   | MotoGP | 9         | 152   | - / 2 / 2    | 20      | Ducati     | Pramac Racing                   | 89      |
| 2023   | MotoGP | 2         | 428   | 4 / 3 / 1    | 20      | Ducati     | Pramac Racing                   | 89      |
| 2024   | MotoGP | 1         |       |              |         | Ducati     | Pramac Racing                   | 89      |
| 2025   | MotoGP |           |       |              |         | Aprilia    | Aprilia Racing                  |         |

## Framskjutna placeringar
Uppdaterad till 2021-04-05

### Tredjeplatser MotoGP
| Nr | Grand Prix | År   |
| -- | ---------- | ---- |
| 1  | Doha       | 2021 |

| Nr | Grand Prix | År   |
| -- | ---------- | ---- |
| 1  | Österrike  | 2020 |
| 2  | Valencia   | 2020 |

| Nr | Grand Prix | År   |
| -- | ---------- | ---- |
| 1  | Australien | 2019 |
| 2  | Steiermark | 2020 |
| 3  | Europa     | 2020 |

| Nr | Grand Prix | År   |
| -- | ---------- | ---- |
| 1  | Japan      | 2019 |
| 2  | Spanien    | 2020 |
| 3  | Aragonien  | 2020 |

| Nr | Grand Prix | År   |
| -- | ---------- | ---- |
| 1  | Valencia   | 2017 |
| 2  | Qatar      | 2018 |
| 3  | Amerika    | 2018 |
| 4  | Italien    | 2018 |
| 5  | TT Assen   | 2018 |
| 6  | Tyskland   | 2018 |
| 7  | Aragonien  | 2018 |
| 8  | Malaysia   | 2018 |

| Nr | Grand Prix | År   |
| -- | ---------- | ---- |
| 1  | Tjeckien   | 2016 |
| 2  | Amerika    | 2017 |
| 3  | Malaysia   | 2017 |
| 4  | San Marino | 2018 |
| 5  | Valencia   | 2018 |

| Nr | Grand Prix     | År   |
| -- | -------------- | ---- |
| 1  | Qatar          | 2017 |
| 2  | Argentina      | 2017 |
| 3  | Katalonien     | 2017 |
| 4  | Österrike      | 2017 |
| 5  | Storbritannien | 2017 |
| 6  | Australien     | 2017 |
| 7  | Österrike      | 2018 |